# Mitsubishi Outlander
Mitsubishi Outlander – samochód osobowy typu SUV klasy średniej produkowany pod japońską marką Mitsubishi od 2003 roku. Od 2021 roku produkowana jest czwarta generacja modelu.

## Pierwsza generacja
Mitsubishi Outlander I został po raz pierwszy zaprezentowany w 2003 roku.

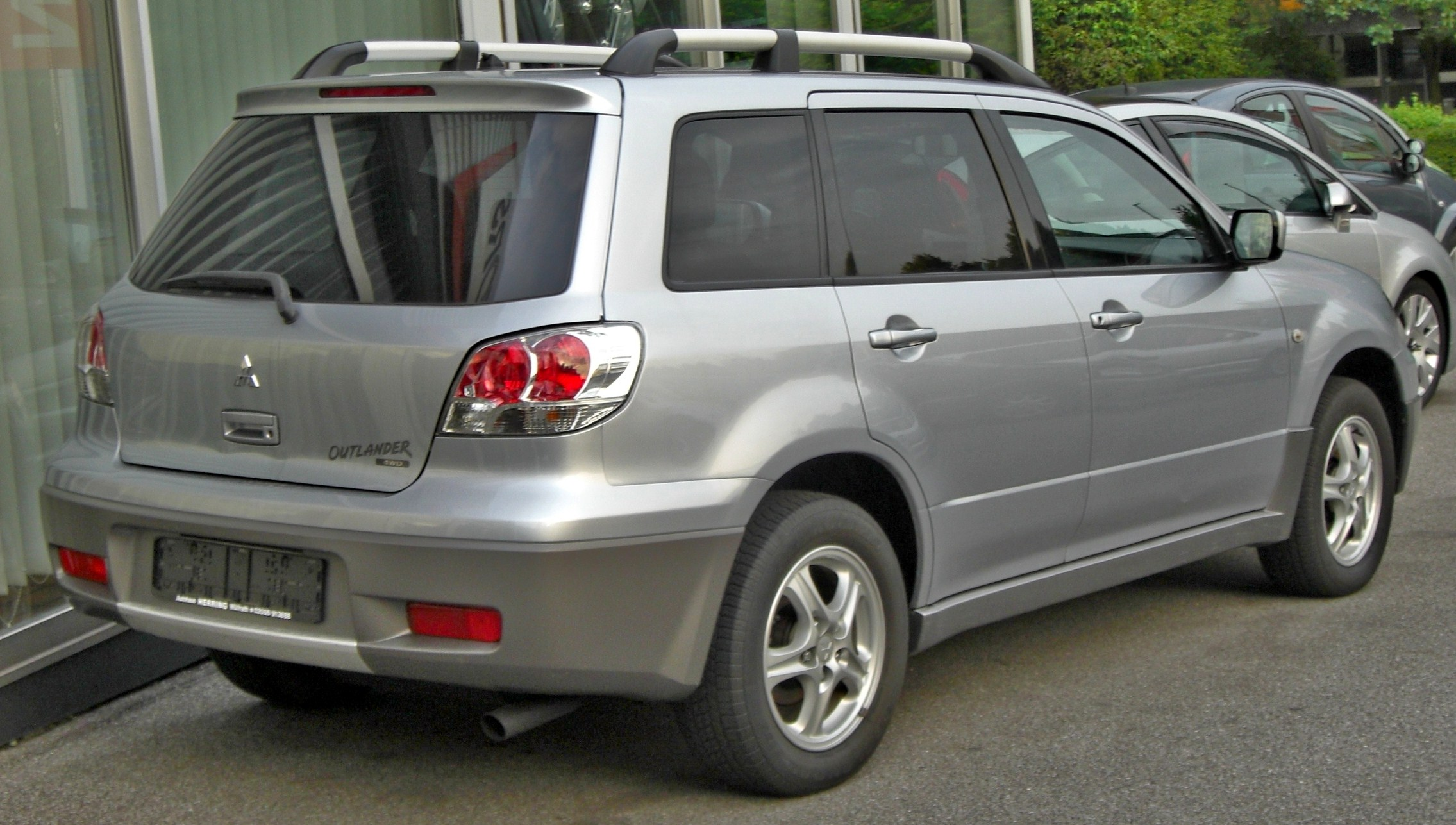
Tył Outlandera I

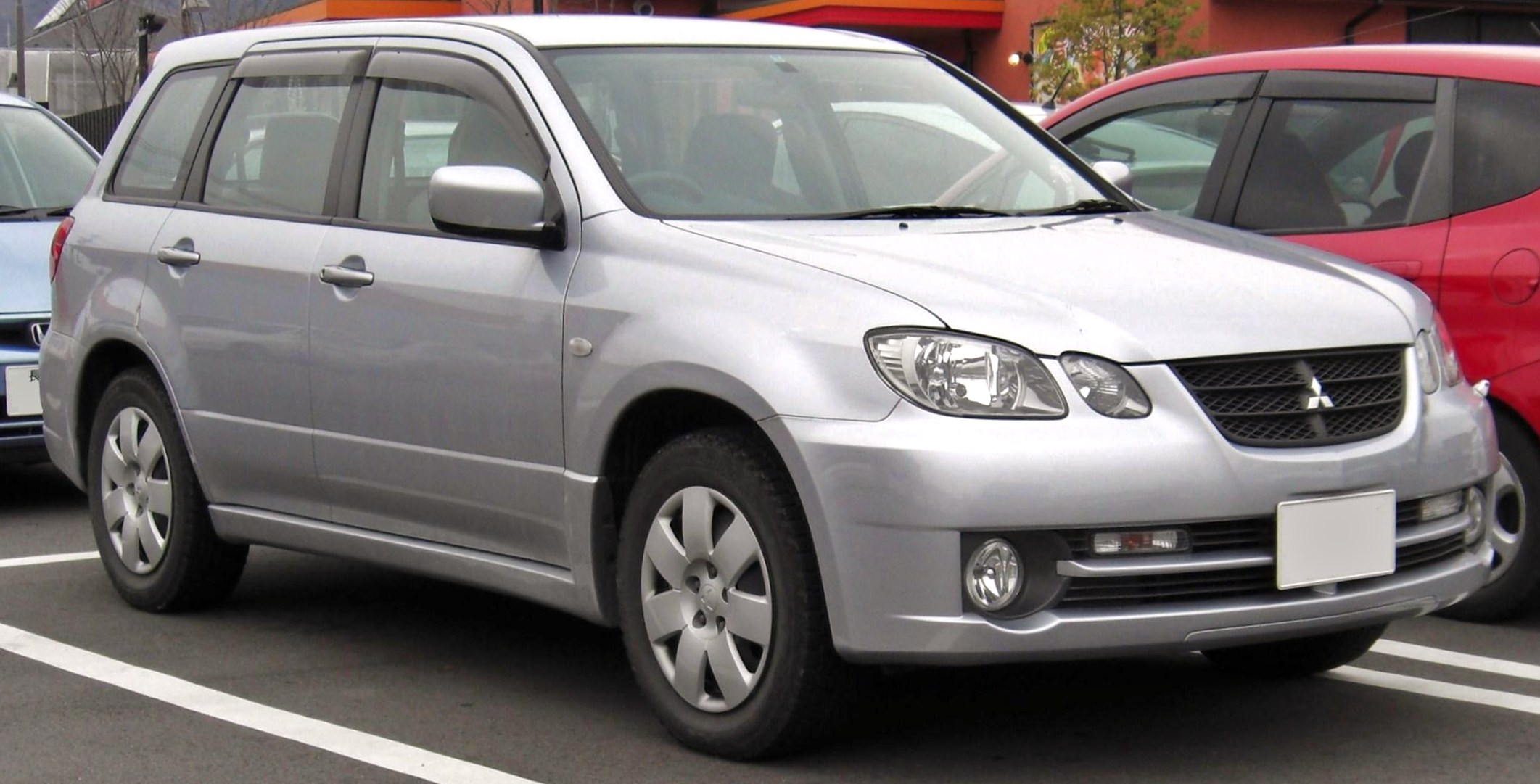
Mitsubishi Airtrek

### Historia i opis modelu
Outlander to tak naprawdę Mitsubishi Airtrek na eksport. W porównaniu do wersji JDM Outlander otrzymał zmieniony przedni grill i reflektory, co wydłużyło pojazd o 130 mm.

### Silniki
Do wyboru były cztery silniki o pojemnościach 2,0 do 2,4 l. W 2004 roku został wprowadzony model Outlander Turbo wyposażony w turbodoładowany silnik 4G63T z modelu Lancer Evolution o pojemności dwóch litrów. Miał on do dyspozycji w wersji eksportowanej 202 KM (149 kW) i 303 Nm, a do 100 km/h przyspieszał w 7,8 sekundy, w wersji JDM (Mitsubishi Airtrek) posiadał 240 KM (180 kW) i 343 Nm. Cena nowego Airtreka na rodzimym rynku w roku 2001 wynosiła od 1,7 do 2,3 mln ¥.

## Druga generacja
Mitsubishi Outlander II został po raz pierwszy zaprezentowany w 2006 roku. 

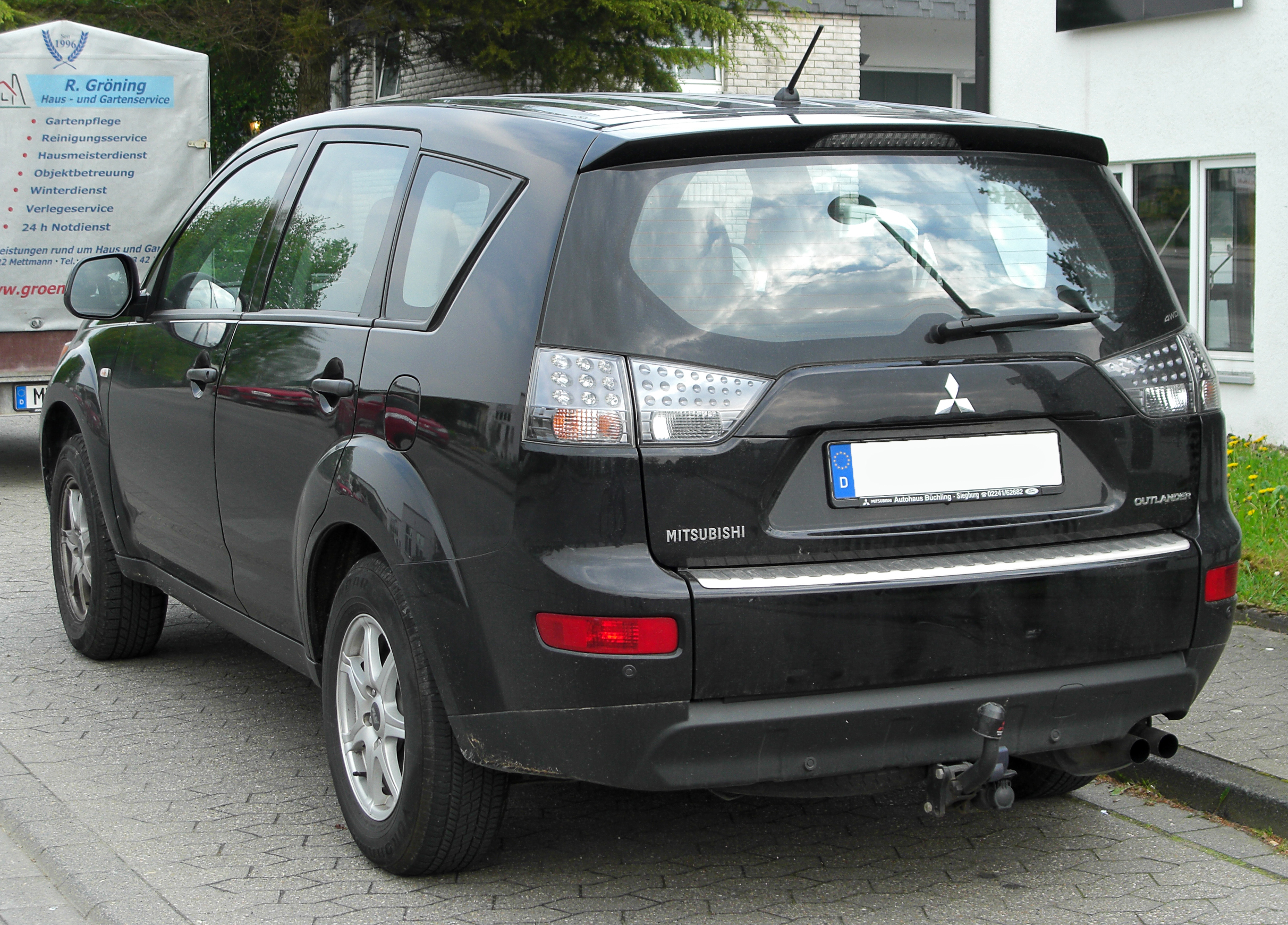
Mitsubishi Outlander II przed liftingiem - tył

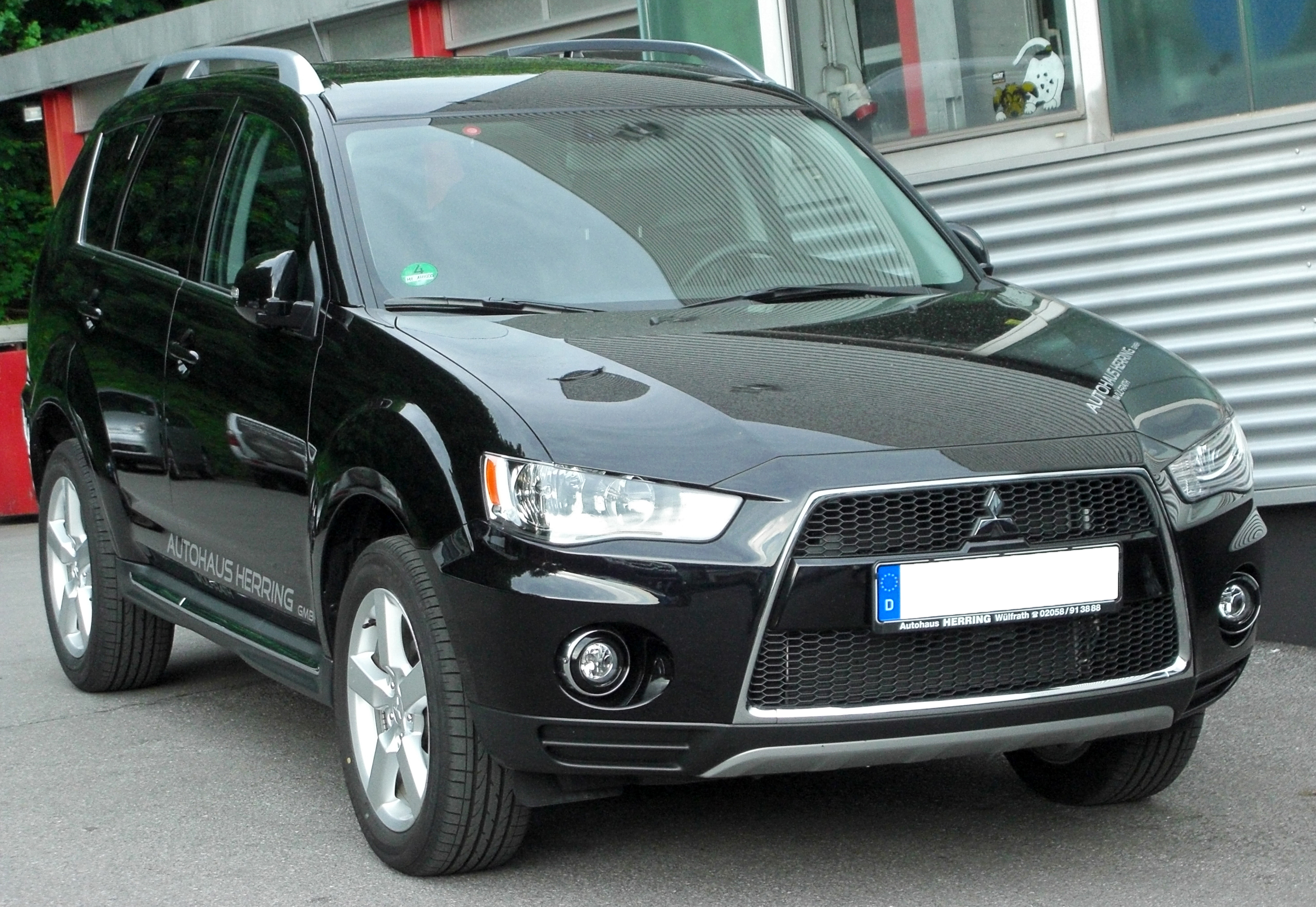
Mitsubishi Outlander II po liftingu

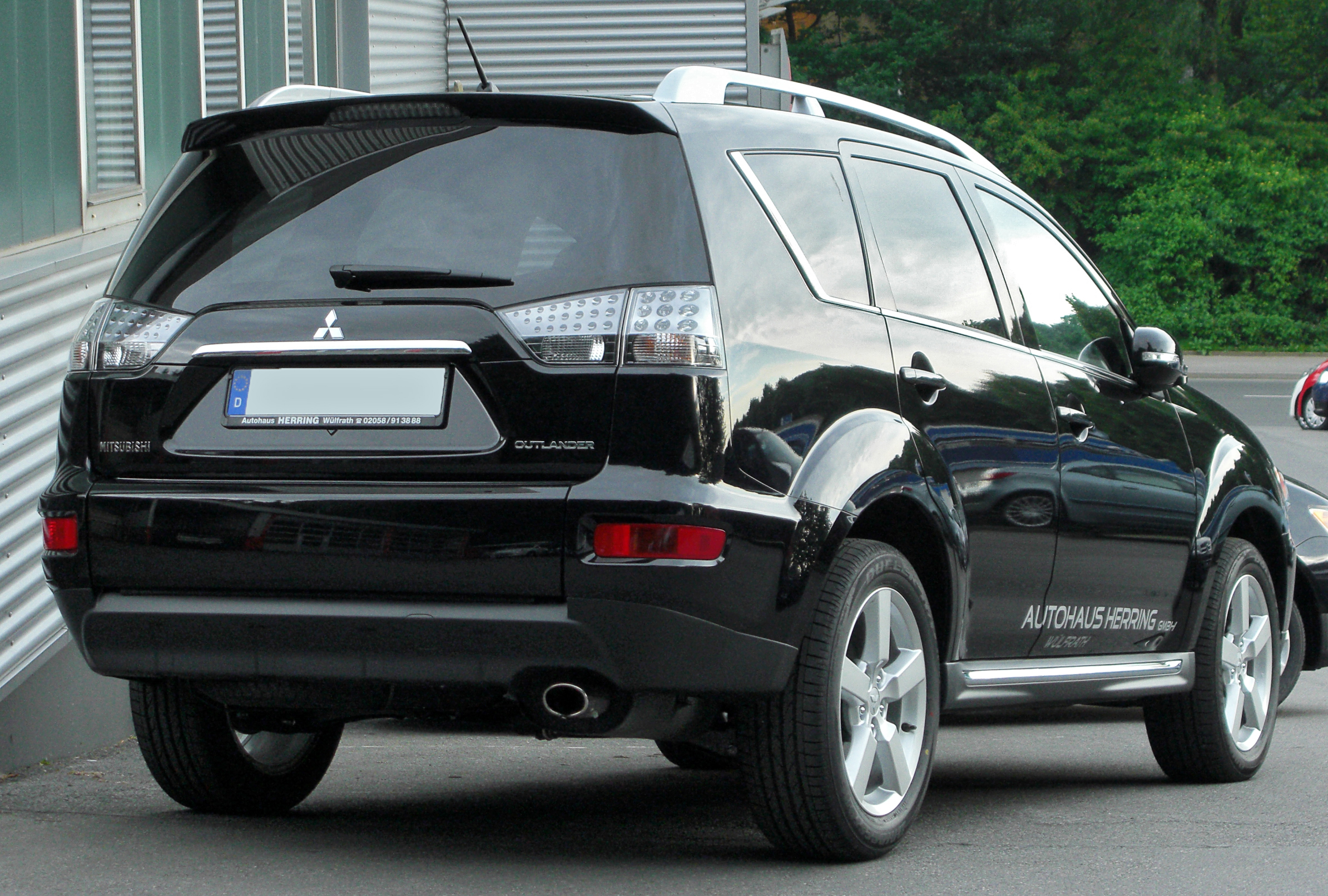
Mitsubishi Outlander II po liftingu - tył

### Historia i opis modelu
Samochód powstał na płycie podłogowej "Project Global", którą wykorzystano m.in. do stworzenia kolejnych generacji Lancera Evolution oraz Outlandera i ASX. W 2010 roku auto przeszło facelifting. Przód pojazdu po liftingu wyróżnia charakterystyczna dla marki atrapa chłodnicy typu Jet Fighter, która stylistycznie nawiązuje do myśliwca F-2 produkowanego przez Mitsubishi Heavy Industries, która stała się znakiem rozpoznawalnym modeli drogowych marki m.in. Colta, ASX i Lancera.

### Wersje wyposażeniowe
- Intense +

## Trzecia generacja
Mitsubishi Outlander III został po raz pierwszy zaprezentowany podczas targów motoryzacyjnych w Genewie w 2012 roku.

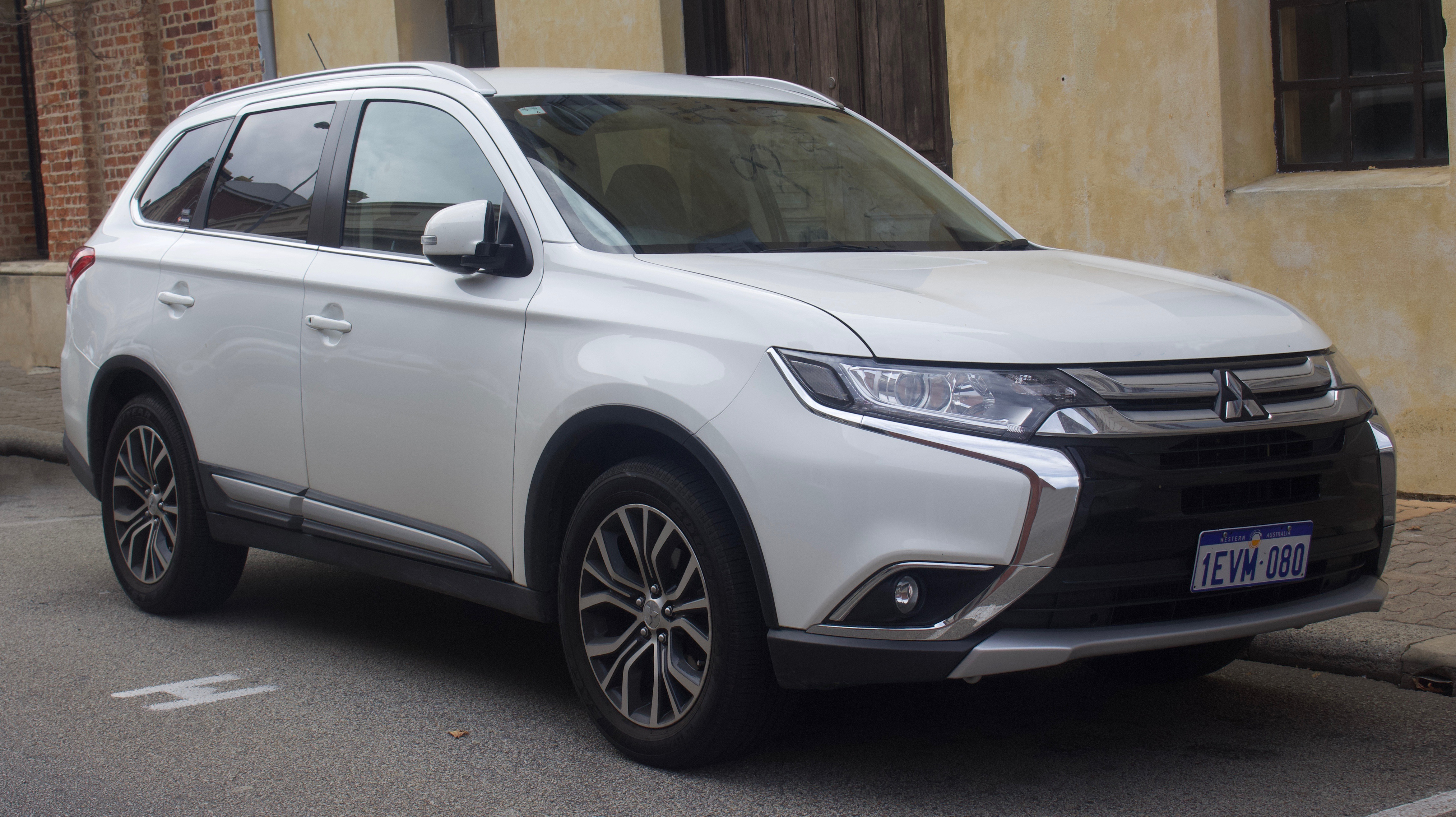
Mitsubishi Outlander III po pierwszym liftingu

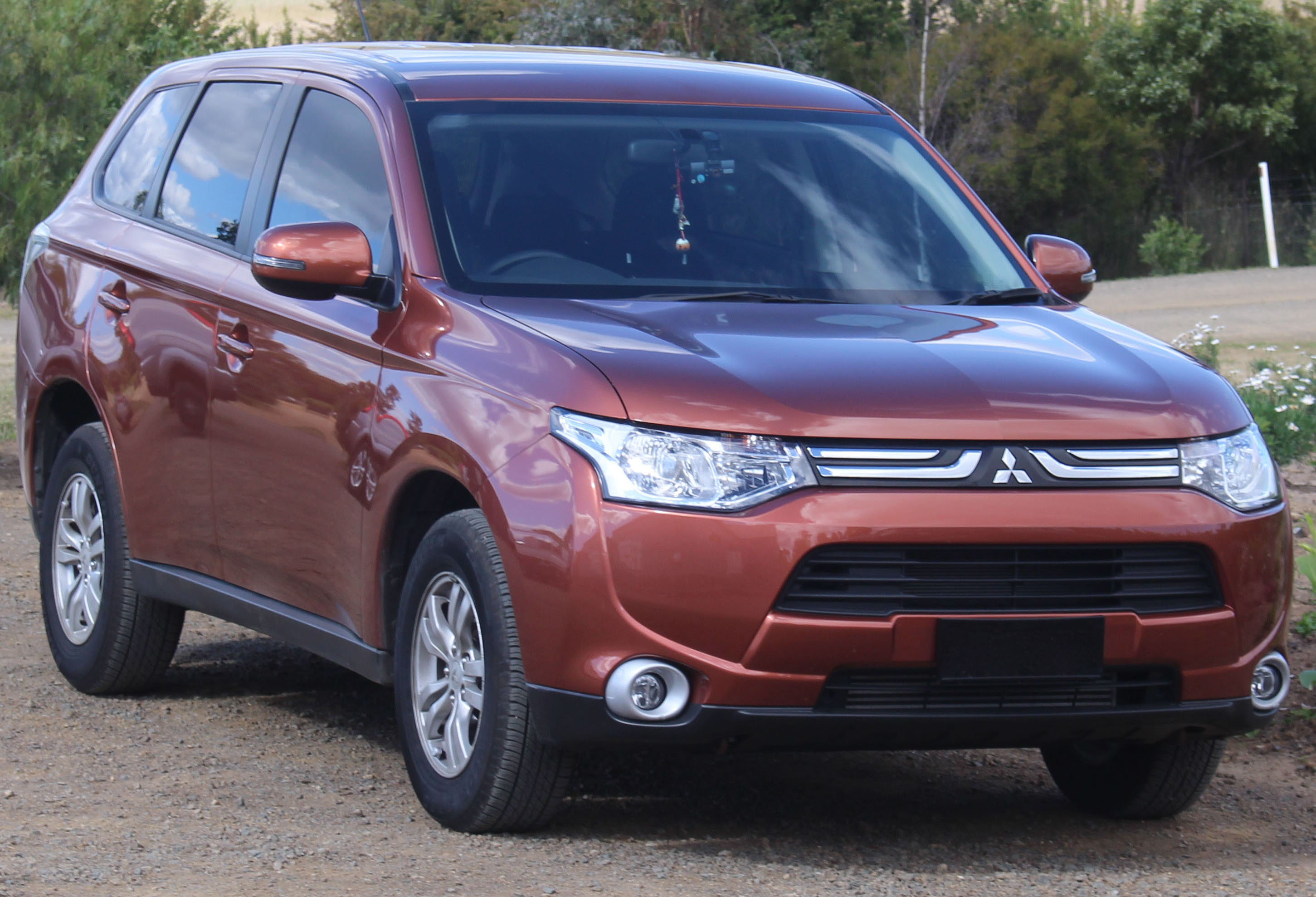
Mitsubishi Outlander III przed liftingiem

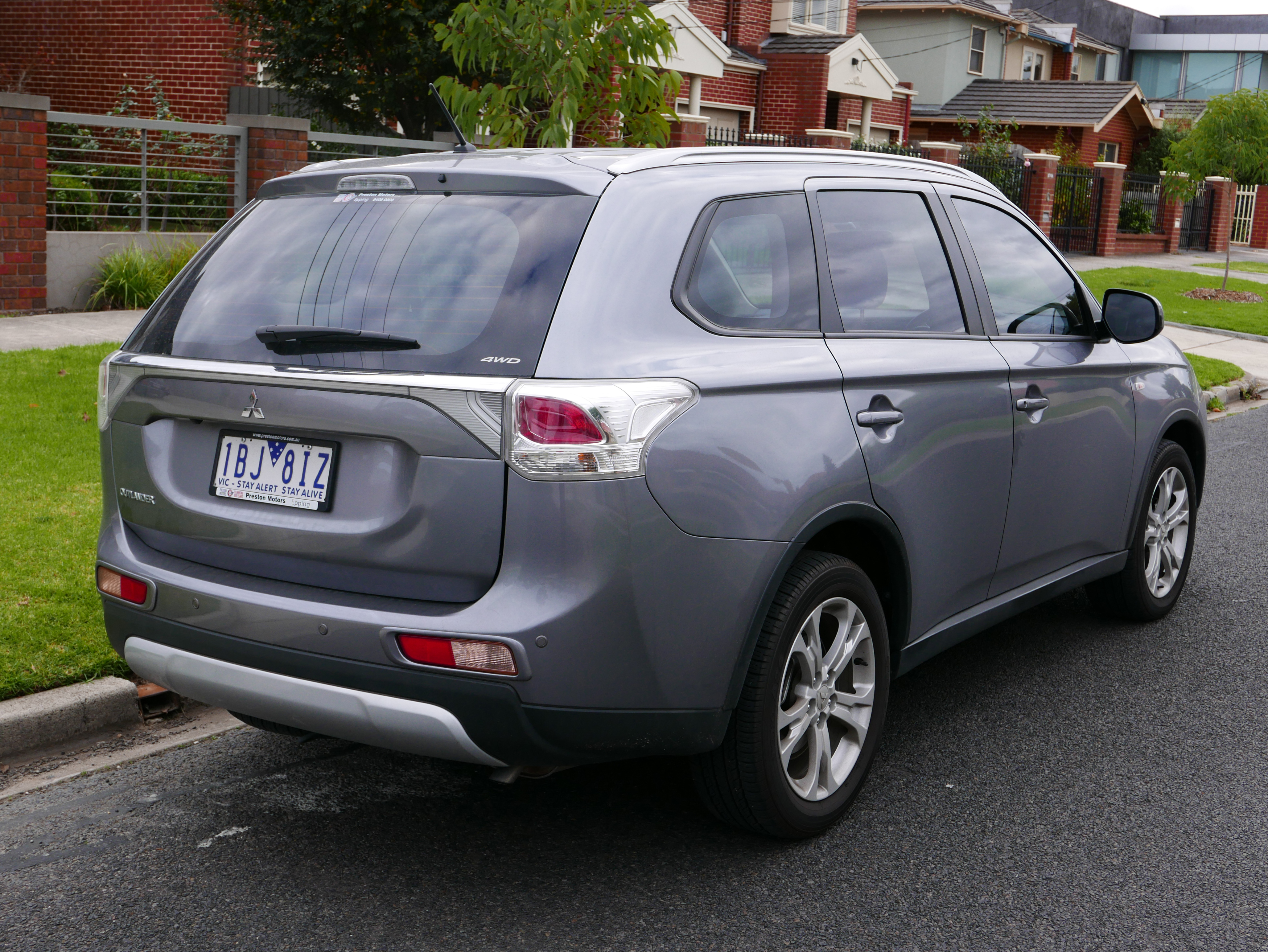
Mitsubishi Outlander III przed lifitingiem - tył

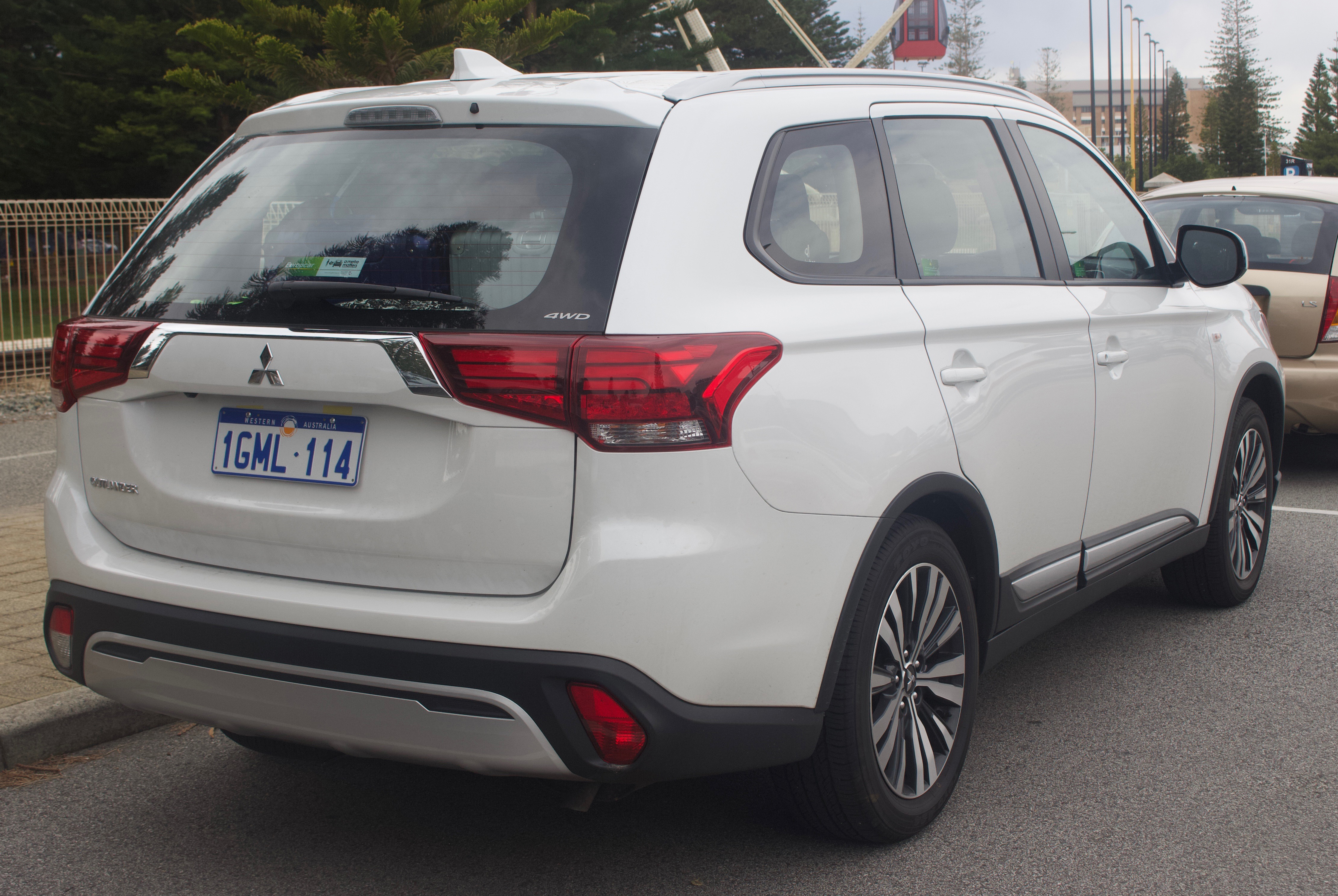
Mitsubishi Outlander III po drugim liftingu - tył

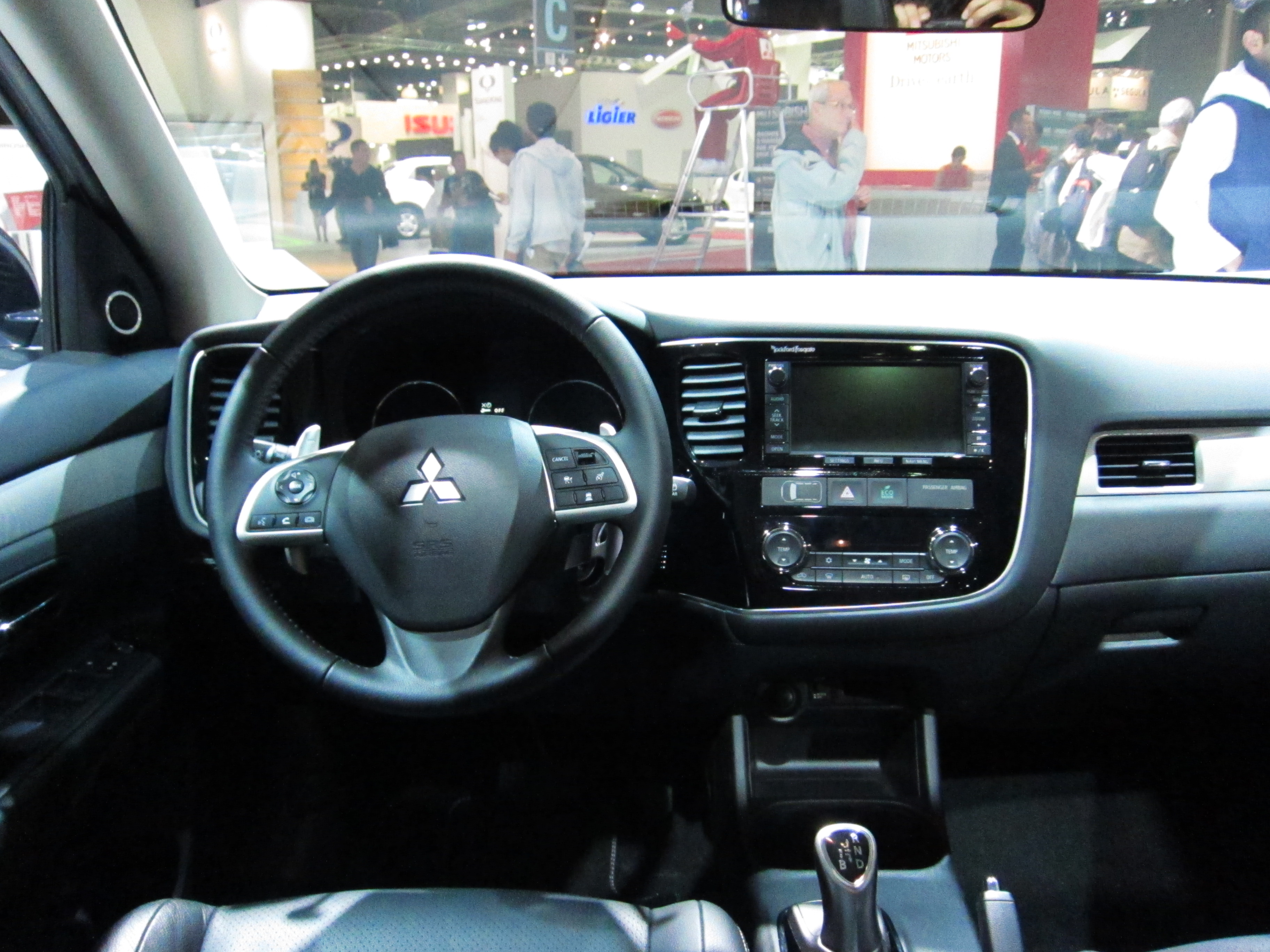
Mitsubishi Outlander III - wnętrze

### Historia i opis modelu
28 stycznia 2014 roku w polskiej ofercie Mitsubishi zadebiutowała hybrydowa odmiana Outlander PHEV. Auto wyposażone jest w benzynowy silnik o pojemności 2,0 l i mocy 121 KM oraz dwa elektryczne motory trakcyjne (po jednym na oś) o mocy 82 KM każdy. Producent zapewniał, samochód zużywa średnio jedynie 1,9 l benzyny na 100 km. W czasie debiutu tego modelu na polskim rynku jego cennik rozpoczynał się od 176 990 zł. 
W kwietniu 2015 roku na salonie w Nowym Jorku zaprezentowano wersję po faceliftingu. Samochód mocno zmienił się w przedniej części nadwozia, ponadto poddano go modernizacji technicznej. Objęła ona m.in. zwiększenie sztywności nadwozia, poprawę wygłuszenia, zmieniono nastawy zawieszenie oraz zwiększono poziom wyposażenia również w systemy bezpieczeństwa. 
W drugiej połowie 2018 roku samochód przeszedł drugi face lifting. Zmianom uległy m.in. górna osłona chłodnicy, przednie i tylne zderzaki, dodano nowe wzory felg, poprawiono precyzję prowadzenia auta dzięki zmianie charakterystyki przekładni kierowniczej, oraz powiększono średnicę cylindra w tylnych amortyzatorach, co zwiększyło siłę tłumienia, tym samym podwyższając komfort podróżowania, natomiast wersje z napędem AWD otrzymały elektryczny hamulec postojowy i tarcze hamulcowe o zwiększonej średnicy. We wnętrzu poprawiono wyciszenie, dodano nowe srebrne elementy wykończeniowe, oraz wprowadzono lepiej wyprofilowane fotele. Wzbogacone zostało także wyposażenie bazowe.
Na rok modelowy 2019 podjęto decyzję o wycofaniu z Outlandera PHEV z polskiego ryku, co wytłumaczono tym, że samochód nie otrzymał zwolnienia akcyzowego, mimo iż jest hybrydą typu plug-in. (Auta hybrydowe plug-in o pojemności silnika większej niż 2000 cm³ nie tylko nie skorzystają ze zwolnienia, ale są też objęte podwyższoną akcyzą wynoszącą 18,6%). Samochód powrócił do polskiej oferty w połowie 2020 roku.

### Wersje wyposażeniowe[8]
- Invite Plus
- Intense
- Intense Plus
- Instyle
- Instyle Plus
- City Style - wersja specjalna

Standardowe wyposażenie podstawowej wersji Invite Plus pojazdu obejmuje m.in. 7 poduszek powietrznych, 16-calowe felgi aluminiowe, światła do jazdy dziennej, oraz tylne LED, relingi dachowe, składane tylne siedzenia w proporcji 60:40, kierownica i gałka zmiany biegów obszyte skórą, wspomaganie układu kierowniczego, regulacja kolumny kierowniczej w dwóch płaszczyznach, centralny zamek z pilotem, elektrycznie regulowane szyby przednie i tylne, tempomat, podłokietniki z przodu i z tyłu, dwustrefowa klimatyzacja automatyczna, radio z CD/MP3 i 6 głośnikami, oraz system głośnomówiący z Bluetooth.
Bogatsza wersja Intense dodatkowo wyposażona jest w m.in. 18-calowe felgi aluminiowe, przednie światła drogowe i przeciwmgielne LED, elektrycznie składane, regulowane i podgrzewane lusterka boczne, klamki i obudowy lusterek lakierowane pod kolor nadwozia, przyciemniane szyby, elektryczna regulacja odcinka lędźwiowego w fotelu kierowcy, dostęp bezkluczykowy, elektromechaniczny hamulec postojowy, system multimedialny z ekranem dotykowym 6,1 cala, a także kamerę cofania.
Kolejna w hierarchii wersja Intense Plus dodatkowo wyposażona została w m.in. spryskiwacze reflektorów, trzeci rząd siedzeń, system multimedialny z 8-calowym ekranem dotykowym i obsługą Android Auto/Apple Car Play, oraz podgrzewane przednie siedzenia.
Następna w ofercie wersja Instyle została dodatkowo wyposażona w m.in. podgrzewaną kierownicę i szybę przednią, elektrycznie sterowaną pokrywę bagażnika, czujniki parkowania z przodu i z tyłu, adaptacyjny tempomat, a także czujniki martwego pola.
Najbogatszą wersję Instyle Plus dodatkowo wyposażona została także w m.in. elektrycznie sterowane okno dachowe, skórzaną tapicerkę, elektrycznie regulowany fotel kierowcy w 8 płaszczyznach, system kamer 360 stopni, system audio „Mitsubishi Power Sound System” z 6 głośnikami i zewnętrznym wzmacniaczem o mocy 510 W, a także nawigację satelitarną. 

### Silniki
| Silnik                | Pojemność skokowa [cm³] | Typ silnika        | Moc maksymalna [KM] przy obr./min | Maks. moment obrotowy [Nm] przy obr./min | Przyspieszenie 0–100 km/h [s] | Prędkość maks. [km/h] |                    |                    |                    |
| Silniki benzynowe:    | Silniki benzynowe:      | Silniki benzynowe: | Silniki benzynowe:                | Silniki benzynowe:                       | Silniki benzynowe:            | Silniki benzynowe:    | Silniki benzynowe: | Silniki benzynowe: | Silniki benzynowe: |
| --------------------- | ----------------------- | ------------------ | --------------------------------- | ---------------------------------------- | ----------------------------- | --------------------- | ------------------ | ------------------ | ------------------ |
| 2.0 MIVEC 2WD         | 1998                    | R4                 | 150/6000                          | 195/4200                                 | 10,1                          | 190                   |                    |                    |                    |
| 2.0 MIVEC 2WD CVT     | 1998                    | R4                 | 150/6000                          | 195/4200                                 | 12,1                          | 192                   |                    |                    |                    |
| 2.0 MIVEC AWD CVT     | 1998                    | R4                 | 150/6000                          | 195/4200                                 | 13,3                          | 190                   |                    |                    |                    |
| Silniki wysokoprężne: |                         |                    |                                   |                                          |                               |                       |                    |                    |                    |
| 2.2 DI-D              | 2268                    | R4                 | 150/3500                          | 380/1750-2000                            | b.d.                          | b.d.                  |                    |                    |                    |
| Hybrydy plug-in:      |                         |                    |                                   |                                          |                               |                       |                    |                    |                    |
| 2.0 PHEV              | 1998                    | R4                 | 203/4500                          | 190/4500                                 | b.d.                          | b.d.                  |                    |                    |                    |
| 2.4 PHEV              | 2360                    | R4                 | 224/4500                          | 300/4500                                 | b.d.                          | b.d.                  |                    |                    |                    |

## Czwarta generacja
Mitsubishi Outlander IV po raz pierwszy został zaprezentowany w 2021 roku.

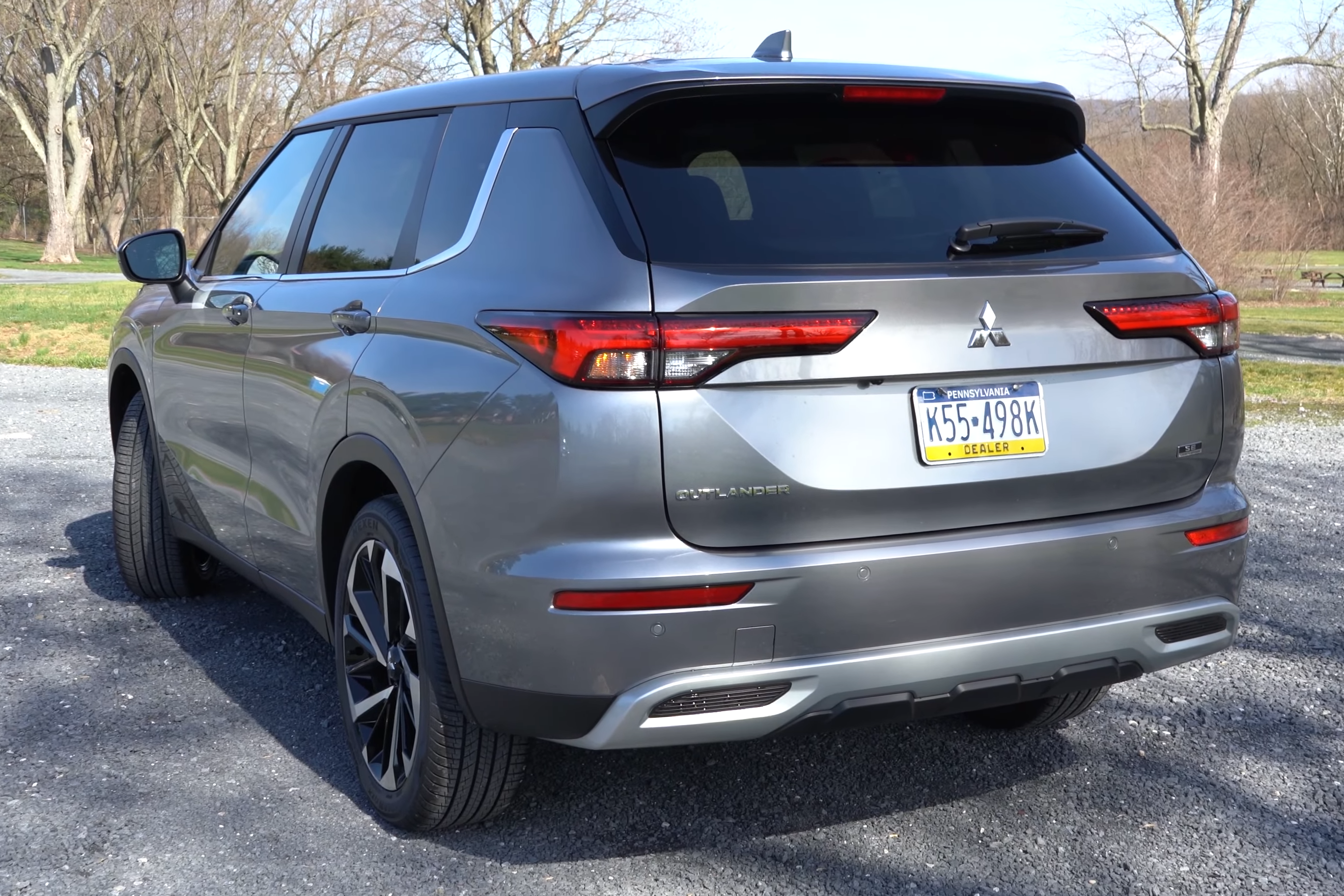
Mitsubishi Outlander IV - tył

### Historia i opis modelu
Nowa generacja modelu Outlander bazuje na Nissanie Rogue znanym w Europie jako X-Trail. Samochód posiada najnowszą interpretację Dynamic Front Shield - tak marka nazywa grill swoich pojazdów. Przy projektowaniu SUV-a styliści inspirowali się modelami Pajero i Evolution X.

### Silniki
Pojazd został wyposażony w silnik benzynowy o pojemności 2,5 litra oraz mocy 184 KM. Maksymalny moment obrotowy motoru to 245 Nm, a napęd będzie przenoszony za pomocą skrzyni CVT. W październiku 2021 roku została zaprezentowana odmiana plug-in hybrid modelu, która posiada zagięg WLTP wynoszący 87 KM. Hybrydowy model będzie oferowany w Europie od początku 2025 roku. 